# N-(dugolančana-acil)etanolaminska deacilaza
-(dugolančana-acil)etanolaminska deacilaza (EC 3.5.1.60, N-aciletanolaminska amidohidrolaza, aciletanolaminska amidaza) je enzim sa sistematskim imenom N-(dugolančani-acil)etanolamin amidohidrolaza. Ovaj enzim katalizuje sledeću hemijsku reakciju
-(dugolančani-acil)etanolamin + H2O {\displaystyle \rightleftharpoons } dugolančani karboksilat + etanolamin
Ovaj enzim ne deluje na N-acilsfingozin niti na N,O-diaciletanolamin.

## Literatura
- Nicholas C. Price; Lewis Stevens (1999). Fundamentals of Enzymology: The Cell and Molecular Biology of Catalytic Proteins (Third изд.). USA: Oxford University Press. ISBN 019850229X.
- Eric J. Toone (2006). Advances in Enzymology and Related Areas of Molecular Biology, Protein Evolution (Volume 75 изд.). Wiley-Interscience. ISBN 0471205036.
- Branden C; Tooze J. Introduction to Protein Structure. New York, NY: Garland Publishing. ISBN 0-8153-2305-0.
- Irwin H. Segel. Enzyme Kinetics: Behavior and Analysis of Rapid Equilibrium and Steady-State Enzyme Systems (Book 44 изд.). Wiley Classics Library. ISBN 0471303097.

## Spoljašnje veze
- N-(long-chain-acyl)ethanolamine+deacylase на 